# Võros (popolo)
I Võros sono un popolo ugro-finnico situato nell'Estonia sud orientale, nel territorio della storica contea di Võrumaa, composta dalle otto parrocchie di Karula, Harglõ, Urvastõ, Rõugõ, Kanepi, Põlva, Räpinä e Vahtsõliina, che si trovano oggi suddivise tra le contee di Põlvamaa, Tartumaa, Valgamaa e Võrumaa.

## Lingua võro
La Lingua võro è la lingua parlata dal popolo Võros ed ammonta a circa 70.000 locutori, deriva dalle Lingue uraliche, precisamente dalle Lingue finnosami.